# Giao hưởng số 41 (Mozart)
Wolfgang Amadeus Mozart hoàn thành bản giao hưởng số 41 cung Đô trưởng, K. 551, vào ngày 10 tháng 8 năm 1788. Nó là bản giao hưởng dài nhất và bản cuối cùng trong thể loại này mà ông đã từng sáng tác.
Tác phẩm có biệt danh là bản giao hưởng "Sao Mộc". Tên này bắt nguồn không phải từ Mozart mà có khả năng từ "ông bầu" âm nhạc Johann Peter Salomon.

## Nhạc cụ tham gia
Bản giao hưởng bao gồm sáo sắt Flute, hai kèn Ô-boa, hai kèn Pha-gốt, hai kèn Cor, hai kèn Trumpet cung Đô trưởng, trống cung Đô-Sol, và nhạc cụ dây kéo.

## Tác phẩm và ra mắt
Bản giao hưởng số 41 là tác phẩm cuối cùng trong bộ ba giao hưởng nổi tiếng 39-40-41 được Mozart sáng tác nhanh chóng trong suốt mùa hè năm 1788. Bản số 39 được hoàn thành vào ngày 26 tháng 6 và số 40 ngày 25 tháng 7. Nikolaus Harnoncourt lập luận rằng Mozart sáng tác  cả ba bản giao hưởng như một công việc thống nhất, giữa những công việc khác, thực tế là bản giao hưởng số 41, như là công việc cuối cùng, không được giới thiệu (không giống như số 39) nhưng có một cái kết rất hùng tráng.
Trong cùng thời gian đó, trong khi sáng tác bộ ba bản giao hưởng, Mozart sáng tác bản piano tam tấu cung Mi trưởng (K. 542), và Đô trưởng (K. 548), độc tấu piano số 16 cung Đô trưởng (K. 545) – cái gọi là bản sonata "trôi chảy" (sáng tác một cách nhanh chóng) – và một bản độc tấu violin K. 547.
Không biết liệu bản giao hưởng số 41 đã từng được trình diễn lần nào trong cuộc đời của nhà soạn nhạc hay chưa. Theo Otto Erich Deutsch, khoảng thời gian này Mozart đã chuẩn bị để ra mắt một loạt "các buổi hòa nhạc trong các sòng bạc" trong một sòng bạc mới ở Spiegelgasse thuộc sở hữu của Philip Otto. Mozart thậm chí còn gửi một cặp vé đến bạn của mình Michael Puchberg. Nhưng có vẻ như không thể để xác định xem buổi biểu diễn đã được tổ chức hay chưa, hay là hủy bỏ do sự thiếu quan tâm.

## Các phần
Bốn phần được sáng tác theo mô hinh giao hưởng cổ điển đặc trưng:
1. Allegro nhanh và tươi sáng, 44
2. Andante có cảm xúc, 34 cung Fa trưởng
3. Menuetto: Allegretto— Trio, 34 ,
4. Molto allegro khá nhanh 22

Bản giao hưởng đặc biệt dài khoảng 33 phút, lâu hơn bình thường.
 Chủ đề chính của các nhạc cụ bắt đầu với mô tuýp tương phản: một bộ ba tutti (các nhạc cụ cùng chơi) trên nền nhạc cơ bản (tương ứng, một tăng dần, chuyển hàng đầu trong một bộ ba từ những giai điệu cơ bản chi phối), theo sau bởi 1 âm thanh phản ứng trữ tình.
Giai điệu này cất lên hai lần và sau đó, tiếp theo là một chuỗi giai điệu dài sôi động. Những gì tiếp theo là một đoạn chuyển tiếp mà hai họa tiết tương phản đang mở rộng và phát triển. Từ đó, chủ đề thứ hai, bắt đầu với một phần trữ tình trong cung Sol trưởng mà kết thúc trên một hợp âm thứ bảy và tiếp theo là một giai điệu bão táp trong cung Đô thứ.
Phần cuối cùng của bản nhạc, Molto allegro với tiết tấu như Presto (rất nhanh) là một kết thúc hùng vĩ, rất to lớn, choáng ngợp và tràn đầy ánh sáng, không như của số 39 ngắn và nhanh và số 40 đầy bão táp và bi thảm. Nhưng phần mở đầu của bản số 41 lại mơ hồ và mở thẳng chủ đề, không như phần giới thiệu chậm rãi của số 39, và sự diễn tả cảm xúc buồn, bâng khuâng của số 40. Do đó, có thể coi 3 bản 39, 40 và 41 là 3 phần riêng biệt của 1 bản giao hưởng lớn.